# Naxidia nigrifrons
Naxidia nigrifrons är en fjärilsart som beskrevs av Matsumura 1930. Naxidia nigrifrons ingår i släktet Naxidia och familjen mätare. Inga underarter finns listade i Catalogue of Life.